# Wolfgang Winkler
Wolfgang Winkler (Tegernsee, 27 de octubre de 1940-Rottach-Egern, 11 de mayo de 2001) fue un deportista alemán que compitió para la RFA en luge. Participó en dos Juegos Olímpicos de Invierno en los años 1968 y 1972, obteniendo una medalla de bronce en Grenoble 1968 en la prueba doble.

## Palmarés internacional
| Juegos Olímpicos | Juegos Olímpicos | Juegos Olímpicos  | Juegos Olímpicos |
| Año              | Lugar            | Medalla           | Prueba           |
| ---------------- | ---------------- | ----------------- | ---------------- |
| 1968             | Grenoble (RFA)   | Medalla de bronce | Doble            |